# São Caetano (Madalena)
São Caetano is een plaats (freguesia) in de Portugese gemeente Madalena en telt 550 inwoners (2001). De plaats ligt op het eiland Pico, onderdeel van de Azoren.